# Wild in the Streets
Wild in the Streets is het tweede studioalbum van de Amerikaanse hardcore punk-band Circle Jerks. Het is uitgegeven in 1982 door Frontier Records, waarmee het album tevens de tweede uitgave op dit label is.

## Tracklist
1. "Wild in the Streets" – 2:34 (Garland Jeffreys)
2. "Leave Me Alone" – 1:19 (Keith Morris, Roger Rogerson)
3. "Stars and Stripes" – 1:39 (Keith Morris, Greg Hetson)
4. "86'd (Good as Gone)" – 1:54 (Lucky Lehrer, Greg Hetson)
5. "Meet The Press" – 1:19 (Lucky Lehrer, Roger Rogerson)
6. "Trapped" – 1:40 (Keith Morris, Greg Hetson, Roger Rogerson, Lucky Lehrer)
7. "Murder the Disturbed" – 2:01 (Keith Morris, Greg Hetson, Roger Rogerson, Lucky Lehrer)
8. "Letter Bomb" – 1:14 (Keith Morris, Greg Hetson)
9. "Question Authority" – 2:00 (Roger Rogerson)
10. "Defamation Innuendo" – 2:21 (Keith Morris, Lucky Lehrer, Roger Rogerson)
11. "Moral Majority" – 0:55 (Keith Morris, Greg Hetson)
12. "Forced Labor" – 1:17 (Roger Rogerson)
13. "Political Stu" – 1:37 (Keith Morris, Greg Hetson, Roger Rogerson, Lucky Lehrer)
14. "Just Like Me" – 1:46 (Jackie DeShannon, Jimmy Holiday, Randy Myers)
15. "Put a little love in your heart" – 2:12 (Jackie DeShannon, Jimmy Holiday, Randy Myers)

Noot: De tekschschrijvers staan tussen haakjes.

## Samenstelling
- Keith Morris - zang
- Greg Hetson - gitaar
- Roger Rogerson - basgitaar
- Lucky Lehrer - drums

Keith Morris · Greg Hetson · Zander Schloss · Keith Fitzgerald
Oud-leden: Roger Rogerson · Lucky Lehrer · Chuck Biscuits · Earl Liberty · Keith Clark
Studioalbums: Group Sex (1980) · Wild in the Streets (1982) · Golden Shower of Hits (1983) · Wonderful (1985) · VI (1987) · Oddities, Abnormalities and Curiosities (1995)

Overige albums: Group Sex/Wild in the Streets (1986, compilatie) · Gig (1992, live)